# DAYTIME GROOVE
『DAYTIME GROOVE』（デイタイム・グルーヴ）は、2005年4月2日から2006年3月25日までエフエム山口 (FMY) で放送されていたラジオ番組である。
古賀弘晃と田口彩がパーソナリティを務めていた音楽番組で、毎週土曜 12:30 - 12:55（日本標準時）に放送されていた。
番組の終了後、古賀と田口は替わって木曜 20:30 - 20:55 に放送の『それいね』を担当した。